# Emil Müller (Chemiker)

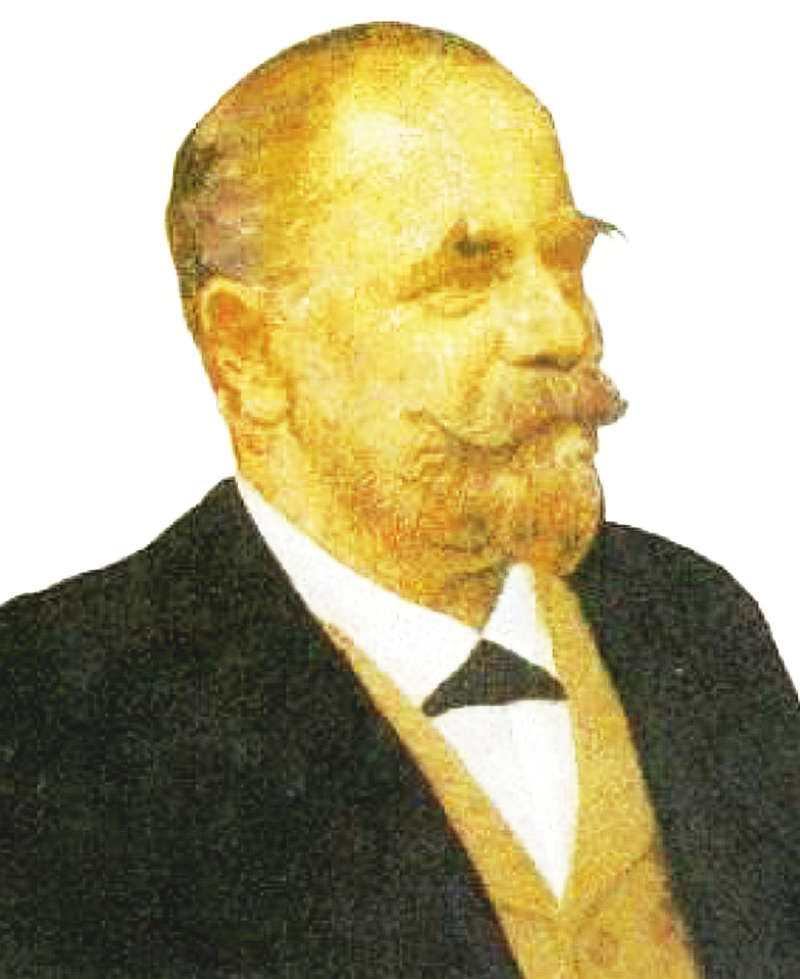
Emil Müller

Emil Daniel Müller (* 10. März 1844 in Thalfang; † 10. Dezember 1910 in Berlin) war ein deutscher Chemiker und Sprengstoff-Industrieller. 

## Leben
Emil Müller war der Sohn von Gottlieb Daniel Müller (1811–1890), ein Pfarrer in Thalfang und Radevormwald. Der Großvater väterlicherseits war Kaufmann in Elberfeld.
Müller studierte Chemie. Danach übernahm er die Leitung des Opladener Werks der Rheinischen Dynamitfabrik (die 1885 auf Betreiben der Dynamit AG mit zwei weiteren Konkurrenten unter dem Dach der Deutschen Union vereint wurde). Er untersuchte die Ursachen der Explosionsunglücke bei der fabrikmäßigen Herstellung von Dynamit. 
1874 heiratete er Emma (* 1854; † nach 1935), die Tochter des Dachziegelfabrikanten Friedrich Wilhelm Siebel (1827–1877) aus Küppersteg bei Leverkusen. Das Paar bekam drei Söhne, darunter Paul Müller (1876–1945), und eine Tochter. Nach dem Tod des Schwiegervaters schied er 1878 aus seiner Stellung aus und führte dessen Ziegelfabrik weiter. 
Er wurde Generaldirektor der 1886 unter seiner Mitwirkung in Köln gegründeten Rheinisch-Westfälische Sprengstoff-AG (RWS). 1887 brachte er mit Gustav Aufschläger Wetterdynamit zur Produktionsreife. 
1901 wurde Müller Generaldirektor der Vereinigte Köln-Rottweiler Pulverfabriken AG, des größten deutschen Sprengstoffkonzerns. Seither gehörte er auch dem Gesamtausschuss des Vereins zur Wahrung der Interessen der chemischen Industrie Deutschlands an und war viele Jahre Mitglied im Vorstand der Berufsgenossenschaft der chemischen Industrie. Müller war Mitglied der vereinigten Kölner Freimaurerloge Minerva zum vaterländischen Verein und Rhenana zur Humanität.